# Gulliver-Nunatak
Der Gulliver-Nunatak ist ein 575 m hoher Nunatak an der Oskar-II.-Küste des Grahamlands auf der Antarktischen Halbinsel. Mit seinem abgeflachten und unvereisten Gipfel ragt er an der Nordseite des Adie Inlet auf.
Der Falkland Islands Dependencies Survey (FIDS) kartierte ihn 1947. Im selben Jahr entstanden im Rahmen der US-amerikanischen Ronne Antarctic Research Expedition erste Luftaufnahmen. Der FIDS benannte ihn nach der Titelfigur aus dem Roman Gullivers Reisen von Jonathan Swift aus dem Jahr 1726, da er an einen auf dem Rücken liegenden Mann erinnert.